# Teleutaea flavomaculata
Teleutaea flavomaculata är en stekelart som först beskrevs av Tohru Uchida 1928.  Teleutaea flavomaculata ingår i släktet Teleutaea och familjen brokparasitsteklar. Inga underarter finns listade i Catalogue of Life.